# جورج س. تومسون
جورج س. تومسون (بالإنجليزية: George C. Thomson)‏ هو لاعب كرة قدم أمريكية أمريكي، ولد في 9 أبريل 1888 في توستين في الولايات المتحدة، وتوفي في 7 أغسطس 1975 في غراند رابيدز في الولايات المتحدة.